# Хабло, Евгений Петрович
Евге́ний Петро́вич Хабло́ (18 января 1921, Кубано-Черноморская область — 13 января 1996, Санкт-Петербург) — советский топонимист, историк-краевед Ленинграда.

## Биография
Родился в 18 января 1921 года в станице Новодеревянковская, Новоминской район, Краснодарский край.
В РККА с 1938 года. Участник Великой Отечественной войны.
В 1944 году — начальник штаба 7 оаттп, автобата, в 1945 году — начальник штаба 141 ОАТБ, гвардии капитан.
Награждён орденами Красной Звезды (1944) и Отечественной войны I степени (1985), медалями «За оборону Москвы» (1944), «За победу над Германией» (1945).
В 1955 году окончил факультет журналистики Ленинградского государственного университета имени А. А. Жданова.
Вместе с сокурсником К. С. Горбачевичем стал автором ряда книг по топонимам Ленинграда.
Скончался 13 января 1996 года в Санкт-Петербурге.